# Мурашёва, Вероника Владиславовна
Верони́ка Владисла́вовна Мурашёва (род. 19 декабря 1957) — российский историк и археолог, кандидат исторических наук; руководит раскопками гнёздовских курганов и поселения.
Ведущий научный сотрудник отдела археологических памятников, заведующая сектором археологии развитого средневековья Государственного исторического музея.

## Биография и научная деятельность
Окончила исторический факультет МГУ им. М. В. Ломоносова, кандидат исторических наук. 21 ноября 1994 года защитила диссертацию «Убор воина и коня в Древней Руси, как социально-этническая категория (по материалам наборных украшений X—XIII вв.)» (научный руководитель Д. А. Авдусин; официальные оппоненты М. В. Седова и И. А. Аржанцева). Член Европейской ассоциации археологов.
Является многолетним руководителем гнёздовской археологической экспедиции, осуществляющей планомерное изучение одного из крупнейших древнерусских городских поселений.
С 1995 года раскопки в Гнёздове осуществляет совместная археологическая экспедиция МГУ под руководством Т. А. Пушкиной и Государственного исторического музея под руководством Мурашёвой, работающая двумя отрядами. Преимущественно исследуются поселения, но продолжается и изучение курганов, в том числе с охранными целями. В частности, были раскопаны курганы Центральной, Лесной, Днепровской и Нивлянской групп. В 1995 году экспедицией ГИМа под руководством Мурашёвой на центральном селище на окраине деревни Гнёздово также велись охранные раскопки.
С 1999 года Мурашёва руководит экспедицией ГИМа, основным направлением работы которой является пойменная часть центрального гнёздовского поселения на правом берегу Днепра.

## Некоторые публикации
- Мурашева В. В. Технология изготовления поясных накладок из Гнёздова // Вестник МГУ. — 1989, серия 8, история, N 2.
- Мурашева В. В. Убор воина и коня в Древней Руси, как социально-этническая категория : (по материалам наборных украшений X—XIII вв.) : автореферат дис. … кандидата истор. наук : 07.00.06 / МГУ им. М. В. Ломоносова. — М., 1994. — 24 с.
- Мурашёва В. В. Была ли Древняя Русь частью Великой Швеции? // Родина. — 1997. — № 10. — С. 8—11.
- Мурашева В. В. Древнерусские ременные украшения. — М.: Эдиториал УРСС, 2000. — 136 с.
- Сагайдак М. А., Мурашева В. В., Петрухин В. Я. К истории градообразования на территории древней Руси // История русского искусства. — Т. 1. — М., 2008. — С. 81—108.
- Мурашёва В. В. «Путь из ободрит в греки…» (археологический комментарий по «варяжскому вопросу» // Российская история. — 2009. — № 4. — С. 174—180. — ISSN 0869-5687.
- Гнездово. Результаты комплексных исследований памятника / Светлана Авдусина, Вероника Мурашева, Наталья Ениосова, Александр Фетисов, Сергей Каинов, Светлана Рузанова. — М., 2007. — 331 с.
- Мурашева В. В. Актуальные проблемы исследования Гнёздова // Древнейшие государства Восточной Европы. 2010. С. 389—405.
- Ениосова Н. В., Мурашева В. В., Пушкина Т. А. Гнёздовский археологический комплекс // Русь в IX—X веках: археологическая панорама. — М. — Вологда, 2012. — С. 243—274.
- Murasheva V. V., Bronnikova M. A., Panin A. V. Landscape-dependant functional zoning of the early medieval Gnezdovo settlement on the Upper Dnieper river floodplain // Geomorphic processes and geoarchaeology: from landscape archaeology to archaeotourism International conference. Extended abstracts. Compiled by Maria Bronnikova and Andrey Panin. 2012. С. 197—200.
- Мурашева В. В., Бронникова М. А., Шеремецкая Е. Д. Реконструкция палеоландшафта и вопросы зонирования пойменной части поселения Гнездовского археологического комплекса // Труды IV (XX) Всероссийского археологического съезда в Казани. Казань, 2015. С. 82—84.
- Bronnikova M. A., Panin A. V., Golyeva A. A. Murasheva V. V., Soil micromorphology in archaeology: history, objectives, possibilities and prospects. // Бюллетень Почвенного института им. В. В. Докучаева. Т. 86. 2016. С. 35—45.
- Шишлина Н. И., Ван дер Плихт Й., Севастьянов С. В., Кузнецова О. В., Мурашева В. В., Каинов С. Ю., Зозуля С. С., Шевцов А. О. Радиоуглеродное AMS-датирование экспонатов Исторического музея: результаты и обсуждение // Известия Самарского научного центра Российской академии наук. 2017.
- A. Yu. Loboda, N. N. Kolobylina, E. Yu. Tereschenko, V. V. Murasheva, A. O. Shevtsov, V. M. Retivov, P. K. Kashkarov, E. B. Yatsishina) Study of the Gilding Technology of the «Idol» from the 10th Century Mound «Chernaya Mogila» («Black Grave») Christallography reports Vol. 63, No. 6, 2018. pp. 1034—1042.
- Мурашева В. В., Орфинская О. В., Лобода А. Ю. «Новая история» «идола» из кургана Черная могила (X в.) // Российская археология. 2019, 1. С. 73—86.
- Панин А. В., Мурашева В. В., Бронникова М. А., Зозуля С. С., Шашерина Л. В. Развитие поймы Днепра и её освоение человеком в районе Гнёздовского комплекса // Археология поймы: рельеф, палеосреда, история заселения Тезисы научного семинара. Москва, 2019. С. 70—74.
- Мурашёва В. В., Каинов С. Ю. Викинги. Путь на Восток. — М.: Исторический музей, 2020. — 192 с. — ISBN 978-5-89076-399-0.
- Veronika Murasheva. ‘Barbarian Scepters’ of the Viking Age from the Chernaya Mogila burial mound at Chernigov (present-day Ukraine) // Journal of Archaeological Science: Reports, 37 (2021).